# Positive Nebeneffekte von Klimaschutz-Strategien
Positive Nebeneffekte (Co-benefits) als Zusatznutzen des Klimaschutzes wurden im 4. Report des Intergovernmental Panel on Climate Change als die positiven Zusatznutzen, die durch die Reduktion von Treibhausgasen entstehen, definiert. Verbesserte Energieeffizienz von Kraftwerken, der Aufschwung erneuerbarer Energien und der Wechsel von Kraftstoffen kann eine Vielzahl von positiven Nebeneffekten wie verbesserte Luftqualität, technologische Innovation, Versorgungssicherheit, Energiediversität, reduzierte Kraftstoffkosten oder mehr Beschäftigungsmöglichkeiten bewirken.

## Politik
Positive Nebeneffekte (in VWL und Umweltökonomik meist positive externe Effekte genannt) von Klimaschutz-Strategien können Entscheidungsträgern als Auswahlkriterium dienen. Sie werden häufig vernachlässigt, weil sie von Wirtschaft und Politik nicht identifiziert, quantifiziert und monetarisiert werden. Die angemessene Berücksichtigung von positiven Nebeneffekten kann einen bedeutenden Einfluss auf die zeitliche Koordinierung und die Intensität von Klimaschutz-Strategien haben. Positive Nebeneffekte können einen signifikanten Vorteil für die nationale Wirtschaft und technologische Innovationen mit sich bringen. Positive Nebeneffekte haben ihren Weg zunehmend in internationale, politische Debatten gefunden. 2001 erwähnte der Weltklimarat IPCC positive Nebeneffekte das erste Mal, gefolgt von seinem vierten und fünften Bewertungsbericht betonte es eine verbesserte Arbeitsumgebung, Abfallreduzierung, gesundheitliche Vorteile und weniger Kapitalaufwand. In den ersten Jahren des 21. Jahrhunderts stellte die  OECD weitere Bemühungen an, um Zusatznutzen darzustellen. In den 2010er Jahren wurden positive Nebeneffekte von mehreren internationalen Organisationen diskutiert: Die Internationale Energieagentur (IEA) begründete den “multiple benefits approach” von Energieeffizienz und die Internationale Organisation für erneuerbare Energien (IRENA) erstellte eine Liste positiver Nebeneffekte des Erneuerbaren-Energien-Sektors. Die Klimarahmenkonvention der Vereinten Nationen (UNFCCC) hat im Pariser Klimaabkommen (Dezember 2015) die positiven Nebeneffekte von Klimastrategien anerkannt. Seither wurden positive Nebeneffekte in offizielle Dokumente zu politischen Zielvorgaben integriert, wie beispielsweise Indiens Aktionsplan für den Klimawandel und Vietnams Klimastrategien im Rahmen des Pariser Klimaabkommens.

## Forschung
Positive Nebeneffekte, die durch Klimaschutz- und Anpassungsstrategien auftreten, wurden in der Literatur seit den 1990er Jahren erwähnt. Der Begriff „Co-benefits“ beschreibt „mehrere gleichzeitig auftretende Interessen oder Ziele, die aus einer politischen Handlung, wirtschaftlichen Investitionen oder beidem entstehen. Strategische Co-benefits resultieren aus einer Anstrengung mit einem gezielten Handlung gewisse Möglichkeiten auszuschöpfen (ökonomisch, betriebswirtschaftlich, sozial, ökologisch).“
Diskussionen um positive Nebeneffekte wurden in der wissenschaftlichen Literatur zunächst von Studien dominiert, die sich mit niedrigeren Treibhausgasemissionen, besserer Luftqualität und dementsprechend auch verbesserter Gesundheit beschäftigten. Die Forschung zu positiven Nebeneffekten erweiterte sich auf ökonomische, soziale, ökologische und politische Auswirkungen.
Aus einer ökonomischen Perspektive können positive Nebeneffekte, durch CO2-Steuereinnahmen und den Einsatz erneuerbarer Energien, die Beschäftigung ankurbeln. Ein höherer Anteil an erneuerbaren Energien kann zusätzlich zu mehr Versorgungssicherheit führen. Sozio-ökonomische positive Nebenwirkungen wurden ebenfalls analysiert und umfassen mehr Zugang zu Energie in ländlichen Regionen und daraus resultierend verbesserten Lebensgrundlagen. Neben Klimaschutz gibt es weitere ökologische Vorteile wie verbesserte Biodiversität, Naturschutzgebiete, Bodenschutz und Fruchtbarkeit.
Derzeit behandeln verschiedene Forschungsgruppen den Einfluss von positiven Nebeneffekte von Klimaschutzstrategien. Eines davon ist das COBENEFITS-Projekt des Institute for Advanced Sustainability Studies in Potsdam, Deutschland. Das COBENEFITS-Projekt ist Teil der Internationalen Klimaschutzinitiative (IKI). Das Bundesministerium für Umwelt, Naturschutz und nukleare Sicherheit (BMU) unterstützt die Initiative auf Grundlage eines Beschlusses des Bundestags. Das Projekt wird in enger Zusammenarbeit mit Ministerien, Agenturen, Forschungsinstituten und Think Tanks als politische und wissenschaftliche Partner durchgeführt. Das Projekt ist in den Zielländern Indien, Südafrika, der Türkei und Vietnam tätig. Dort kooperiert das Projektteam mit nationalen Entscheidungsträgern und wissenschaftlichen Partnern, um Einsichten zu bekommen und zu ermöglichen, dass positive Nebeneffekte mobilisiert und Prozesse beschleunigt werden, um internationale Klimavereinbarungen einzuhalten.

## Bedeutende positive Nebeneffekte

### Aktiver Lebensstil
Fahrradfahren reduziert Treibhausgase, gleichzeitig werden dadurch die Effekte von Bewegungsmangel reduziert. Nach PLoS Medicine können „Fettleibigkeit, Herzerkrankungen, Diabetes, und Krebs, welche in Teilen mit körperlicher Betätigung zusammen hängen, reduziert werden, bei einem Wandel zu klimaneutraler Mobilität, der zu Fuß gehen und Fahrrad fahren mit einschließt.“

### Saubere Luft
Klimaschutzstrategien können, durch weniger Verbrennung fossiler Stoffe, zu geringeren Emissionen und einer damit einhergehender verminderter Luftverschmutzung führen. Methan und rußhaltige Abgase tragen zusätzlich zur Erderwärmung und Luftverschmutzung bei. Klimaschutzstrategien können somit eine verbesserte Luftqualität und einen geringeren Anstieg der globalen Temperatur unterstützen. Die Umsetzung von Klimaforderungen im Zuge des Pariser Klimaabkommens könnte dementsprechend signifikante Vorteile für die Gesundheit und Luftqualität mit sich bringen. Energie aus Kohle mit erneuerbaren Energien zu ersetzen, kann zusätzlich zu einer niedrigeren Zahl von vorzeitigen Todesfällen durch Luftverschmutzung führen. Ein höherer Anteil an erneuerbaren Energien reduziert unter sonst gleichen Bedingungen die Zahl der durch Emissionen verursachten Atemwegserkrankungen und dadurch Kosten im Gesundheitssystem.

### Arbeitsplätze und wirtschaftliche Entwicklung
Positive Nebeneffekte ergeben sich auch im Bezug auf Beschäftigungsmöglichkeiten, industrieller Entwicklung, Energieunabhängigkeit und den Konsum eigener Energie. Erneuerbare Energien einzusetzen schafft Arbeitsplätze. Je nach Land und Ausbauszenario kann das Ersetzen von Kohlekraftwerken durch erneuerbare Energien die Zahl der Arbeitsplätze, pro installierter MW-Kapazität, mehr als verdoppeln. Investitionen in erneuerbare Energien, besonders in Solar- und Windenergie, erhöhen den Produktionswert. In Ländern, die größtenteils auf Energieimporte angewiesen sind, können erneuerbare Energien die Energieunabhängigkeit und Versorgungssicherheit erhöhen. Nationale Energieerzeugung aus erneuerbaren Energien verringert die Nachfrage nach fossilen Brennstoffimporten, was die nationalen Ersparnisse erhöht.
Haushalte und Unternehmen können zusätzlich von Investitionen in erneuerbare Energien profitieren. Der Ausbau von Solaranlagen auf Gebäuden und ein höherer Photo-Voltaik-Eigenverbrauch gibt Haushalten mit geringerem Einkommen Anreize in Eigenverbrauch zu investieren und erzeugt damit jährliche Ersparnisse für den Wohnsektor.

### Zugang zu Energie
Klimaschutzmaßnahmen bringen außerdem positive sozio-ökonomische Nebeneffekte mit sich. Der Energiezugang in abgelegenen Regionen durch zentralisierte Energiesysteme ist von häufigen Stromausfällen geprägt. Ländliche Regionen, die nicht vollkommen elektrifiziert sind, können vom Ausbau erneuerbarer Energien profitieren. Solarbetriebene Mini-Anlagen können wirtschaftlich ertragstüchtig und konkurrenzfähig bleiben und die Anzahl von Stromausfällen senken. Eine zuverlässige Energieversorgung hat außerdem weitere soziale Vorteile: ein stabiler Zugang zu Energie verbessert die Qualität der Bildung.